# 니시카와 슈고
니시카와 슈고(일본어: 西川 周吾, 1977년 5월 27일 ~ )는 일본의 전 축구 선수이다.

## 구단 경력
과거 미토 홀리호크에서 활동하였다.